# 周君球
周君球（1930年1月—2005年7月3日），男，蒙古族，内蒙古科左后旗人，中华人民共和国政治人物，曾任内蒙古自治区政协副主席。